# Castellar, Alpes-Maritimes
Castellar är en kommun i departementet Alpes-Maritimes i regionen Provence-Alpes-Côte d'Azur i sydöstra Frankrike. Kommunen ligger  i kantonen Menton-Est som ligger i arrondissementet Nice. År 2022 hade Castellar 1 042 invånare.

## Befolkningsutveckling
Antalet invånare i kommunen Castellar
Referens: INSEE